# ڼ
Nur ‹ ڼ › est une lettre additionnelle de l’alphabet arabe qui est utilisé dans l’écriture du pachto. Elle est composée d’un nūn ‹ ن › diacrité d’un rond souscrit.

## Utilisation
En pachto écrit avec l’alphabet arabe, ‹ ڼ › représente une consonne nasale rétroflexe voisée [ɳ].
Cette lettre est déjà attestée dans les ouvrages pachto de Bāyazid Rōshān Ansāri (en) au XVIe siècle.

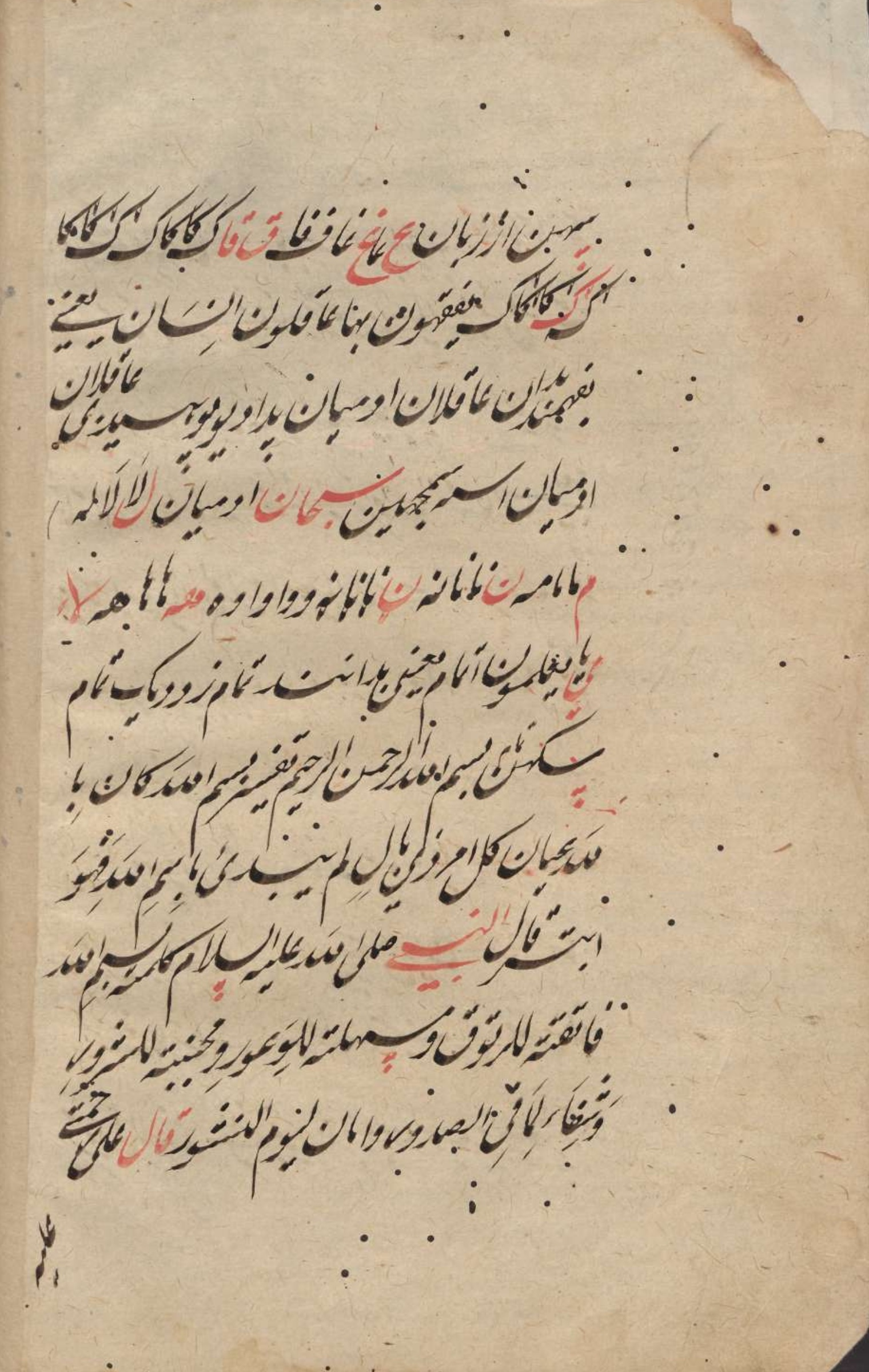
Folio de Ḫair al-Bayān de 1651 introduisant la lettre en pachto.